# Олівер Пірсон
Олівер Пейн Пірсон (англ. Oliver Payne Pearson; 21 жовтня 1915 — 4 березня 2003) — американський зоолог, професор, доктор.
Відомий своїм друзям як «Пейні», був зоологом з особливим інтересом до мишей. Він почесний професор Каліфорнійського університету в Берклі і колишній директор Музею зоології хребетних. Зробив фундаментальний внесок в багато областей, від систематики, природної історії і біогеографії до галузі поведінки та енергетики тварин.
Провів у подорожах по всій Центральній і Південній Америці більш ніж половину століття. Його перша поїздка була в Панаму в 1938 році, під час роботи магістром у Гарварді. На початку 1950-х він обладнав автобус і вирушив у Перу, у піврічну поїздку для дослідження небезпеки малих популяцій тварин в Перу та Болівії, взявши з собою дружину і дітей.
З 1953 року жив в Аргентині, 1964-1965 року викладав екологію в Університеті Буенос-Айреса.
Вийшов на пенсію в 1971, але продовжував працювати в обраній галузі. Разом з дружиною щорічно їздив в експедиції Патагонією з 1978 по 1999.
2000 року отримав ступінь почесного доктора Національного університету Ла-Плати.